# Oğuz, Arsin
Oğuz là một xã thuộc huyện Arsin, tỉnh Trabzon, Thổ Nhĩ Kỳ. Dân số thời điểm năm 2011 là 810 người.